# Peugeot Type 159
La Peugeot Type 159 Torpédo est un modèle d'automobile Peugeot de 1919.

## Historique
En 1914 la Première Guerre mondiale met un coup d'arrêt à l'évolution et à la prospérité de Peugeot et l'oblige à ralentir considérablement sa production commerciale civile.
Les usines sont occupées ou mobilisées pour l'effort de guerre et fabriquent des vélos, des voitures, 6000 camions, 1400 moteurs de chars, 10 000 moteurs d'avions, 6 millions de bombes et obus, ce qui impose définitivement la nouvelle ère de la grande série.
En 1919, Peugeot est techniquement dépassé par la nouvelle concurrence anglaise et américaine des surplus militaires et s'endette lourdement.

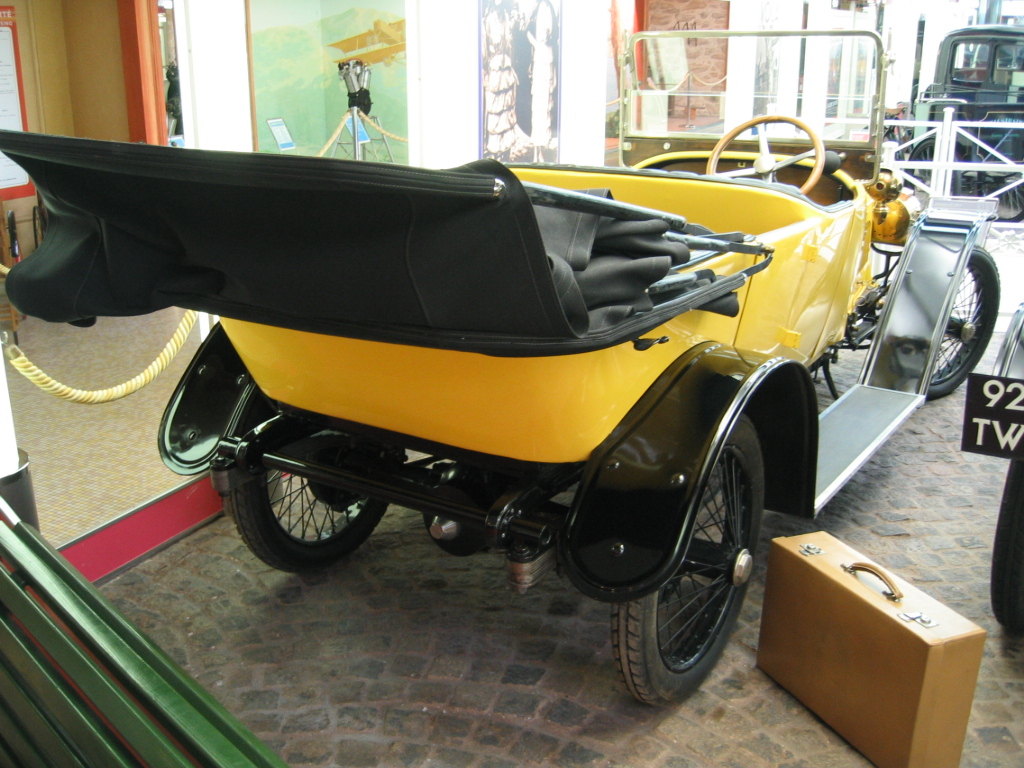
Peugeot Type 159 de 1919.